# Обатуров, Геннадий Иванович
Генна́дий Ива́нович Обату́ров (27 декабря 1914  [9 января 1915], Слободской уезд, Вятская губерния — 29 апреля 1996, Москва) — советский военачальник, генерал армии (1979).

## Детство и юность
Родился в крестьянской семье в деревне Малые Заречена, входившей тогда в Маракулинскую волость Слободского уезда Вятской губернии. Русский. Отец был мобилизован в Русскую императорскую армию и погиб в 1916 году на фронте в Первую мировую войну. В семье было пятеро детей. После смерти матери в начале 1920-х годов старшие дети сами вели хозяйство, Геннадий начал работать в поле с 9 лет. В 1930 году окончил семилетнюю школу крестьянской молодёжи. В 1933 году окончил Горьковский кооперативный техникум. Работал в городе Вятке заведующим производством отдела общественного питания городского рабочего кооператива.

## Военная служба
По собственному желанию призван в Красную Армию в октябре 1935 года. Окончил Орловское бронетанковое училище имени М. В. Фрунзе в 1938 году. В 1938—1939 годах служил в 31-м механизированном полку 31-й кавалерийской дивизии Особой Краснознамённой Дальневосточной армии на Дальнем Востоке — командир взвода, с декабря 1938 года — инструктор огневого дела полка, с мая 1939 года — помощник начальника штаба этого полка по разведке. В сентябре 1939 года был направлен на учёбу.
Окончил Военную академию механизации и моторизации имени И. В. Сталина в сентябре 1941 года, уже после начала Великой Отечественной войны, но на фронт направлен не был. Вместе с академией был эвакуирован в Ташкент и назначен в ней младшим преподавателем на кафедре тактики.

## Великая Отечественная война
Направлен на фронт в мае 1942 года заместителем начальника штаба 160-й танковой бригады по оперативной работе. В рядах 11-го танкового корпуса участвовал в оборонительных боях на Брянском фронте. Менее чем через месяц после прибытия на фронт возглавил танковую атаку вместо погибшего командира подразделения. Танк был подбит в бою 11 июля, сам Обатуров тяжело ранен и обгорел в танке. Более трёх месяцев лечился в госпитале в Кемерово.
В сентябре 1942 года был назначен начальником штаба 239-й танковой бригады в составе 11-й армии Северо-Западного фронта, а в октябре 1942 года — заместителем командира танкового полка в этой бригаде. Участвовал в боях против Демянской группировки противника, в том числе в второй Демянской наступательной операции в 1943 году. Под Демянском был дважды ранен, в том числе в бою 17 февраля 1943 года настолько тяжело, что провёл в госпитале почти 8 месяцев.
После излечения направлен на южный участок советско-германского фронта. С октября 1943 года в должности начальника штаба 13-й гвардейской механизированной бригады 4-го механизированного корпуса воевал на Южном, 3-м Украинском и 2-м Украинском фронтах. Отличился в Мелитопольской наступательной операции (там был ранен в четвёртый раз 17 октября 1943), в Никопольско-Криворожской операции, в Березнеговато-Снигирёвской операции. 13 марта 1944 года, после гибели полковника Никодима Ефремович Щербакова, принял командование той же 13-й гв. мехбригадой, а уже 17 марта 1944 года был в пятый раз ранен. После выздоровления участвовал в Ясско-Кишинёвской операции начальником штаба бригады.
Осенью 1944 года вновь исполнял обязанности командира этой бригады, участвовал в Белградской и Будапештской наступательных операциях. Окончил войну в Словакии.
В ходе войны проявил своё тактическое мастерство и личную храбрость (5 ранений). За три года участия в боях награждён семью боевыми орденами и медалью «За боевые заслуги».

## Послевоенная служба
В июле—сентябре 1945 года командовал 37-м танковым полком 15-й гвардейской механизированной бригады, затем — отдельным танковым батальоном 15-го механизированного полка 4-й гвардейской механизированной дивизии. С декабря 1945 года по июнь 1950 года — командир 13-го гвардейского механизированного полка 19-й механизированной дивизии в Южной группе войск. В 1952 году окончил Высшую военную академию имени К. Е. Ворошилова, в сентябре 1952 года назначен командиром 33-й гвардейской механизированной дивизии. Эта дивизия входила в состав Отдельной механизированной армии и дислоцировалась в румынском городе Тимишоара, недалеко от границы с Венгрией. Генерал-майор танковых войск (1954).

## Венгерское восстание
Вскоре после начала Венгерского восстания дивизия генерала Обатурова была поднята по тревоге и получила приказ перейти венгерскую границу, маршем прибыть в Будапешт и взять под охрану основные государственные объекты. К исходу 24 октября 1956 года передовые силы дивизии во главе с Обатуровым вступили в Будапешт. При этом до командира дивизии не была доведена обстановка в городе, в частях дивизии не было ни одной карты города, не были выделены знающие город офицеры. Втянувшиеся в город части были атакованы с разных сторон, разобщены друг от друга и понесли потери. В этих условиях Обатуров самостоятельно принял решение о прекращении выполнения боевой задачи, отдав приказ частям занять круговую оборону. В тяжёлых уличных боях он сумел восстановить связь с своими подразделениями. Затем по договорённости с правительством Имре Надя советское командование вывело советские войска из Будапешта, а через несколько дней отдало приказ о штурме города. В этой операции дивизия Обатурова участвовала в полном составе. За время боевых действий дивизия потеряла свыше 150 человек погибшими, безвозвратно уничтожены 13 танков, 1 самоходная артиллерийская установка, 9 бронетранспортёров. Командир дивизии награждён орденом Суворова. В том же году дивизия вошла в состав вновь образованной Южной группы войск.

## Служба в 1960—1970-е годы
В 1957 году окончил Высшие академические курсы при Военной академии Генерального штаба. С мая 1958 года командовал 12-м армейским корпусом Северо-Кавказского военного округа, этот корпус готовился в боевым действиям в горных условиях и дислоцировался в Северо-Осетинской АССР, Кабардино-Балкарской АССР, Чечено-Ингушской АССР. Позднее в Краснодарском крае и Адыгее.
В мае 1960 года назначен командующим 6-й гвардейской танковой армией в составе войск Киевского военного округа. Генерал-лейтенант танковых войск (1963). С июля 1966 года — заместитель командующего войсками Северо-Кавказского военного округа. С мая 1968 года — заместитель командующего войсками Прикарпатского военного округа. В августе того же года значительная часть воинских частей округа была введена на территорию Чехословакии (см. Операция «Дунай»). За успешное проведение операции награждён орденом Красной Звезды.
С июля 1969 года — временно исполняющий обязанности командующего, а с января 1970 года — командующий войсками Прикарпатского военного округа. С августа 1973 года — первый заместитель Главного инспектора Министерства обороны СССР.

## Война во Вьетнаме и последние годы службы
В январе 1979 года Обатуров был направлен во Вьетнам в качестве Главного военного советника при Министерстве национальной обороны Социалистической Республики Вьетнам. Воинское звание генерал армии ему присвоено указом Президиума Верховного Совета СССР от 19 февраля 1979 года. Вскоре после его прибытия во Вьетнам, китайские войска перешли через северную границу Вьетнама и началась китайско-вьетнамская война. Во главе оперативной группы Обатуров немедленно прибыл в зону боевых действий и по свидетельству участников тех событий, оказал большое влияние на вьетнамское командование и политическое руководство в руководстве боевыми операциями. Сыграл большую роль в том, что китайское наступление было остановлено ещё в приграничных районах с большим уроном для наступавших. К концу марта 1979 года Китай вывел свои войска из всех районов Вьетнама. В последующие годы, кроме помощи в переоснащении и реорганизации Вооружённых сил Вьетнама, занимался созданием Вооружённых сил Лаоса и Кампучии (Камбоджи).
С декабря 1982 года — начальник Военной академии имени М. В. Фрунзе. С августа 1985 года — военный инспектор-советник Группы Генеральных инспекторов Министерства обороны СССР. С января 1992 года — в отставке.
Жил в Москве. Написал подробные откровенные мемуары о своем боевом пути в годы Великой Отечественной войны, которые при его жизни не были опубликованы (в настоящее время их текст выложен на сайте «Генерал армии Обатуров» Архивная копия от 21 июня 2018 на Wayback Machine). Кроме того, в разные годы жизни вёл дневник, в котором содержатся личные оценки важнейших событий, в которых он участвовал, и многих крупнейших военачальников, дневник опубликован на том же сайте. Печатные варианты книги и дневника к настоящему времени (2022) не изданы. Похоронен на Троекуровском кладбище.
Депутат (от Хмельницкой области) Совета Союза Верховного Совета СССР 8-го созыва (1970—1974). Депутат (от Днепропетровской области) Верховного Совета Украинской ССР 6 созыва (1963—1967). Член ВКП(б) с 1940 года. Был членом Центрального Комитета Коммунистической партии Украины в 1960—1970-х годах.

## Награды

### Награды СССР и России
- Орден Жукова (Российская Федерация, указ от 7.11.1995) — за отличия в руководстве войсками при проведении боевых операций в период Великой Отечественной войны 1941—1945 годов[10]
- Орден Дружбы (Российская Федерация, указ от 16.02.1995) — за большой личный вклад в укрепление дружбы и сотрудничества наций и народностей и активное участие в патриотическом воспитании молодежи[11]
- Два ордена Ленина (1981, 8.01.1985)
- Орден Октябрьской Революции (8.01.1975)
- Три ордена Красного Знамени (25.10.1944, 26.10.1955[12], 1968)
- Орден Суворова 2-й степени (18.12.1956)
- Два ордена Отечественной войны 1-й степени (30.08.1944, 11.03.1985[13])
- Орден Отечественной войны 2-й степени (08.03.1944)
- Три ордена Красной Звезды (23.01.1943, 15.11.1950[12], 21.02.1969)
- Две медали «За боевые заслуги» (1.09.1942, 6.11.1945)
- Медали СССР,
- Медали Российской Федерации.

### Иностранные награды
- Орден Красного Знамени (Монголия, 6.07.1971)
- Орден Партизанской Звезды 1-1 степени (СФРЮ, 6.11.1944)
- Орден Военных заслуг 1-й степени (СРВ)
- Орден Народной Республики Болгария 2-й степени (НРБ, 22.01.1985)
- Орден «Защита Отечества» 3-й степени (Румыния, 1958)
- Орден Заслуг 2-й степени (Венгрия, 1955)
- Медали иностранных государств (Монголия, Венгрия, ГДР, Румыния, Куба, Польша, ЧССР).

## Воинские звания
- лейтенант (6.06.1938)
- старший лейтенант (16.07.1940)
- капитан (июнь 1942)
- майор (22.03.1943)
- подполковник (27.02.1944)
- полковник (23.03.1949)
- генерал-майор танковых войск (31.05.1954)
- генерал-лейтенант танковых войск (22.02.1963)
- генерал-полковник (29.04.1970)
- генерал армии (19.02.1979).

## Увековечивание памяти
- Имя Г. И. Обатурова присвоено Нагорской центральной районной библиотеке[14][15].

## Комментарии
1. ↑  Деревня Малые Заречена в последующем входила в состав Шкарского сельсовета, не сохранилась; ныне — территория Синегорского сельского поселения Нагорского района Кировской области[2].